# ユルィヨ・バイサラ

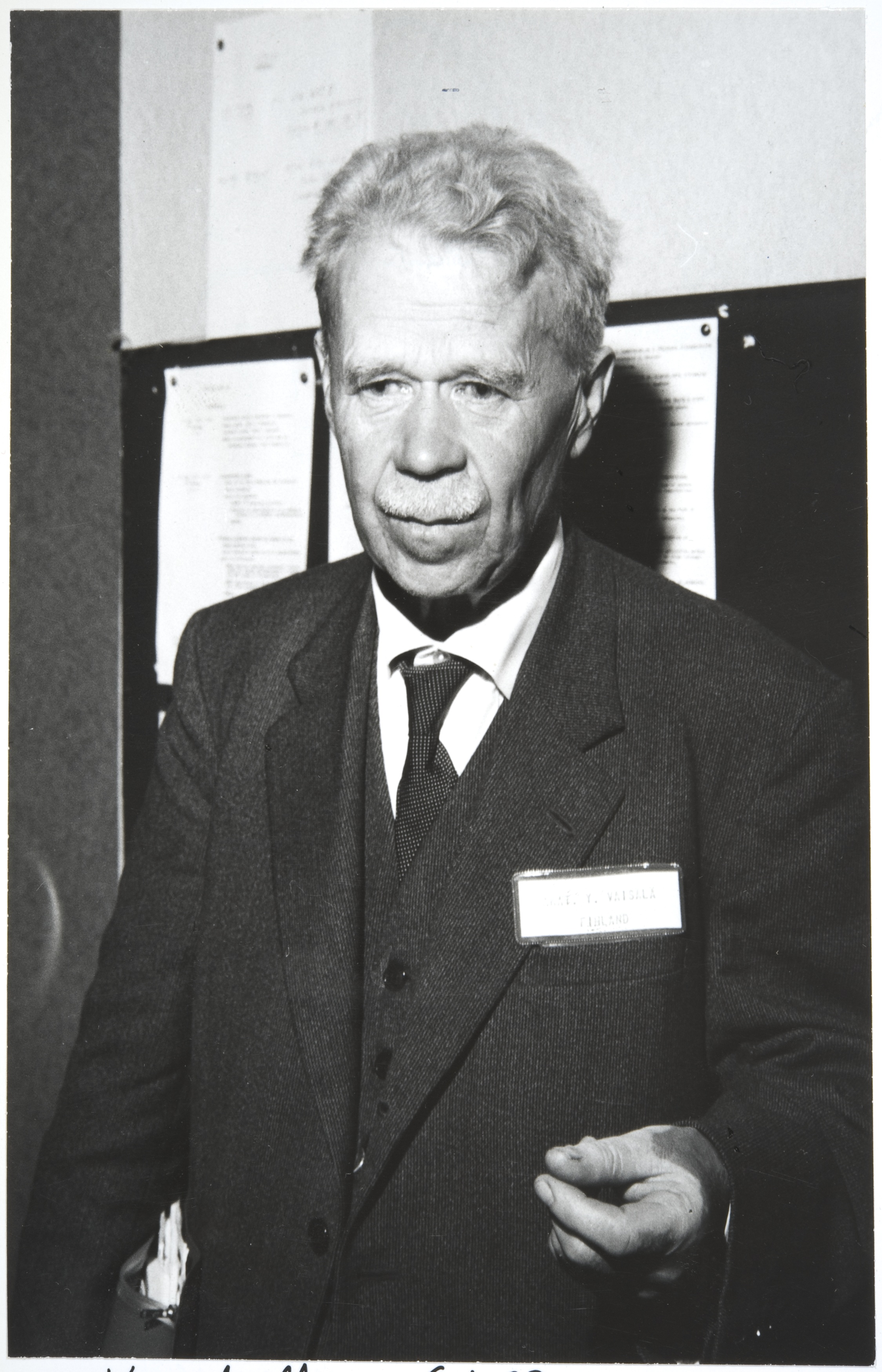
ユルィヨ・バイサラ（1950年代初頭）

ユルィヨ・バイサラ（Yrjö Väisälä，1891年9月6日 - 1971年7月21日）は、フィンランドの天文学者である。現在の北カルヤラ県コンティオラハティ・ウトラ（現在のヨエンスー）出身。姓はヴァイサラとも表記する。兄は気象学者でヴァイサラ社の創業者ヴィルホ・ヴァイサラ（1889年-1969年）、弟は数学者のカッレ・ヴァイサラ（1893年-1968年）。

## 人物
バイサラは光学機器の分野で貢献した。光学要素の性能を測定する方法を改良し、初期の高性能なシュミット式望遠鏡のいくつかを製作した。シュミット式望遠鏡の発明者の一人とされることもある。バイサラの製作したシュミット式望遠鏡はトゥルク大学で使われ、小惑星や彗星の探査に用いられた。
128個の小惑星の発見者であり、周期彗星の40P/バイサラ彗星を発見し、139P/バイサラ・オテルマ彗星の発見者の一人である。リイシ・オテルマを始めとする彼のグループは800個以上の小惑星を発見した。
彼の業績を記念して月のクレータと小惑星（1573）バイサラに彼の名前がつけられている。また、バイサラは自ら発見した2802番の小惑星に父ヴェイセルの名を、そしてオテルマが発見した2803番から2805番の小惑星に兄ヴィルホ、自分自身、そして弟カッレの名 を付けた。
バイサラは、兄弟と共に熱心なエスペランティストでもあった。1968年には国際エスペラント科学者連盟（Internacia Scienca Asocio Esperantista）の総裁を務めた。また、自分で発見した小惑星に（1421）エスペラント、（1462）ザメンホフ と命名している。